# Crosslauf-Weltmeisterschaften 1997
Die 25. Crosslauf-Weltmeisterschaften der IAAF fanden am 23. März 1997 in Turin (Italien) statt. 
Schauplatz der Wettkämpfe war der Parco del Valentino, wo ein Rundkurs von 1911 m präpariert worden war. Der Start war jeweils im Norden des Parkes an der Fontana Luminosa, das Ziel auf der Kreuzung des Viale Crivelli mit dem Viale Virgilio neben dem Borgo Medioevale. Der Männer starteten über 12,333 km, die Frauen über 6,6 km, die Junioren über 8,511 km und die Juniorinnen über 4,689 km. 15.000 Zuschauer verfolgten das Geschehen.
Die Favoriten bei den Männern waren der Titelverteidiger Paul Tergat und der Vorjahreszweite Salah Hissou. Beim 10.000-Meter-Lauf der Olympischen Spiele 1996 hatte Tergat Silber und Hissou Bronze gewonnen, und kurz danach hatte Hissou den damaligen Weltrekord über diese Distanz aufgestellt. Das Rennen wurde lange von Tom Nyariki bestimmt, der fast neun Kilometer lang führte, zeitweise mit einem Abstand von 50 m. Auf den letzten zwei Kilometern attackierte Hissou, holte Nyariki ein und schüttelte alle kenianischen Verfolger ab bis auf Tergat, der schließlich mit zwei Sekunden Vorsprung seinen dritten Titel in Folge errang.
Ebenso knapp ging das Frauenrennen aus. Zu Beginn der dritten und letzten Runde hatte sich eine Fünfergruppe gebildet, aus der sich schließlich die Titelverteidigerin Gete Wami absetzte. Paula Radcliffe folgte ihr und übernahm 300 m vor dem Ziel die Führung, wurde jedoch schließlich von Derartu Tulu überspurtet, die zum zweiten Mal nach 1995 Crosslauf-Weltmeisterin wurde.

## Ergebnisse

### Männer

#### Einzelwertung
| Platz | Athlet           | Land | Zeit (min) |
| ----- | ---------------- | ---- | ---------- |
| 1     | Paul Tergat      | KEN  | 35:11      |
| 2     | Salah Hissou     | MAR  | 35:13      |
| 3     | Tom Nyariki      | KEN  | 35:20      |
| 4     | Paul Koech       | KEN  | 35:23      |
| 5     | Mohammed Mourhit | BEL  | 35:35      |
| 6     | Bernard Barmasai | KEN  | 35:35      |
| 7     | Joseph Kibor     | KEN  | 35:37      |
| 8     | Ismaïl Sghyr     | MAR  | 35:56      |

Von 286 gemeldeten Athleten gingen 280 an den Start und erreichten 265 das Ziel.
Teilnehmer aus deutschsprachigen Ländern:
- 89: Jürg Stalder (SUI), 37:44
- 168: Viktor Röthlin (SUI), 39:10

#### Teamwertung
| Platz | Land und Athleten                                                                                  | Gesamtpunktzahl und Einzelplatzierung |
| ----- | -------------------------------------------------------------------------------------------------- | ------------------------------------- |
| 1     | Kenia Paul Tergat Tom Nyariki Paul Koech Joseph Kibor Joshua Chelanga Shem Kororia                 | 051 01 03 04 07 017 019               |
| 2     | Marokko Salah Hissou Ismaïl Sghyr Khaled Boulami El Hassan Lahssini Elarbi Khattabi Brahim Boulami | 070 02 08 010 012 016 022             |
| 3     | Äthiopien Habte Jifar Assefa Mezgebu Ayele Mezgebu Abraham Assefa Girma Tolla Tegenu Abebe         | 125 011 013 018 023 027 033           |

Insgesamt wurden 27 Teams gewertet. 

### Frauen

#### Einzelwertung
| Platz | Athletin            | Land | Zeit (min) |
| ----- | ------------------- | ---- | ---------- |
| 1     | Derartu Tulu        | ETH  | 20:53      |
| 2     | Paula Radcliffe     | GBR  | 20:55      |
| 3     | Gete Wami           | ETH  | 21:00      |
| 4     | Julia Vaquero       | ESP  | 21:01      |
| 5     | Sally Barsosio      | KEN  | 21:05      |
| 6     | Merima Denboba      | ETH  | 21:18      |
| 7     | Catherina McKiernan | IRL  | 21:20      |
| 8     | Naomi Mugo          | KEN  | 21:23      |

Von 148 gemeldeten Athleten gingen 147 an den Start und erreichten 145 das Ziel.
Teilnehmerinnen aus deutschsprachigen Ländern:
- 91: Nelly Glauser (SUI), 23:01
- DNF: Anita Weyermann (SUI)

#### Teamwertung
| Platz | Land und Athletinnen                                                    | Gesamtpunktzahl und Einzelplatzierung |
| ----- | ----------------------------------------------------------------------- | ------------------------------------- |
| 1     | Äthiopien Derartu Tulu Gete Wami Merima Denboba Berhane Adere           | 24 01 03 06 14                        |
| 2     | Kenia Sally Barsosio Naomi Mugo Jane Omoro Lydia Cheromei               | 34 05 08 10 11                        |
| 3     | Irland Catherina McKiernan Sonia O’Sullivan Valerie Vaughan Una English | 64 07 09 23 25                        |

Insgesamt wurden 24 Teams gewertet.

### Junioren

#### Einzelwertung
| Platz | Athlet               | Land | Zeit (min) |
| ----- | -------------------- | ---- | ---------- |
| 1     | Elijah Korir         | KEN  | 24:21      |
| 2     | Million Wolde        | ETH  | 24:28      |
| 3     | Paul Malakwen Kosgei | KEN  | 24:29      |

Von 163 gemeldeten Athleten gingen 160 an den Start und erreichten 159 das Ziel.
Teilnehmer aus deutschsprachigen Ländern:
- 117: Jérôme Schaffner (SUI), 28:07
- 122: Pierre-André Ramuz (SUI), 28:13
- 126: Mikael Aigroz (SUI), 28:18
- 140: Peter Knuchel (SUI), 28:59
- 150: Pascal Berger (SUI), 29:29

#### Teamwertung
| Platz | Land und Athleten                                                   | Gesamtpunktzahl und Einzelplatzierung |
| ----- | ------------------------------------------------------------------- | ------------------------------------- |
| 1     | Kenia Elijah Korir Paul Malakwen Kosgei John Gwako Charles Kwambai  | 13 01 03 04 05                        |
| 2     | Äthiopien Million Wolde Alene Emere Yibeltal Admassu Hailu Mekonnen | 31 02 07 10 12                        |
| 3     | Marokko Ali Ezzine Adil Kaouch Abderahim Bouchlouch Hicham Lamalem  | 74 11 19 21 23                        |

Insgesamt wurden 26 Teams gewertet. Die Schweizer Mannschaft belegte mit 505 Punkten den 24. Platz.

### Juniorinnen

#### Einzelwertung
| Platz | Athletin                  | Land | Zeit (min) |
| ----- | ------------------------- | ---- | ---------- |
| 1     | Rose Jerotich Kosgei      | KEN  | 14:58      |
| 2     | Priscah Jepleting Ngetich | KEN  | 14:59      |
| 3     | Ayelech Worku             | ETH  | 15:02      |

Von 138 gemeldeten und gestarteten Athletinnen erreichten 136 das Ziel.
Teilnehmerinnen aus deutschsprachigen Ländern:
- 37: Laura Suffa (GER), 16:22
- 39: Larissa Kleinmann (GER), 16:26
- 51: Susanne Ritter (GER), 16:36
- 79: Joelle Franzmann (GER), 17:01
- 92: Sonia Scheurer (GER), 17:13

#### Teamwertung
| Platz | Land und Athletinnen                                                                          | Gesamtpunktzahl und Einzelplatzierung |
| ----- | --------------------------------------------------------------------------------------------- | ------------------------------------- |
| 1     | Kenia Rose Jerotich Kosgei Priscah Jepleting Ngetich Edna Ngeringwony Kiplagat Caroline Tarus | 15 01 02 04 08                        |
| 2     | Japan Kei Satomura Emiko Kojima Risa Tanaka Tomoko Hashimoto                                  | 38 06 07 11 14                        |
| 3     | Äthiopien Ayelech Worku Zenebech Tadesse Werknesh Kidane Etaferahu Tarekegne                  | 39 03 05 13 18                        |

Insgesamt wurden 22 Teams gewertet. Die deutsche Mannschaft belegte mit 206 Punkten den achten Platz.